# Campeonato de Fútbol Femenino de Primera División B 2019-20 (Argentina)
El Campeonato de Fútbol Femenino de Primera División B 2019-20 es la quinta temporada de la Primera División B de Argentina. Está organizado por la Asociación del Fútbol Argentino. Comenzó el 14 de septiembre de 2019 y terminará a mediados de 2020.
Los nuevos participantes son Atlanta y Deportivo Morón, descendidos de la Primera División A 2018-19; y Sarmiento de Junín, incorporado por la AFA.
El torneo fue suspendido después de la disputa parcial de la segunda fecha de la Fase Campeonato y de la tercera fecha de la Fase Permanencia, por las medidas gubernamentales para evitar la propagación de la COVID-19. Para definir los ascensos, se realizó el Torneo Reducido de Ascenso 2020 de forma contingente.

## Ascensos, descensos e incorporaciones
| Posición  | Ascendidos a la Primera División A 2019-20 |
| --------- | ------------------------------------------ |
| Campeón   | Gimnasia y Esgrima (LP)                    |
| Gan. red. | Social Atlético Televisión                 |

| Calidad     | Incorporado a la Primera División B 2019-20 |
| ----------- | ------------------------------------------- |
| Incorporado | Sarmiento (J)                               |

| Posición | Descendidos de la Primera División A 2018-19 |
| -------- | -------------------------------------------- |
| 7.º      | Atlanta                                      |
| 8.º      | Deportivo Morón                              |

## Sistema de disputa
Los 22 equipos jugaron una Fase clasificatoria, en la que se enfrentaron todos contra todos en una sola rueda de 21 partidos, de acuerdo con el programa aprobado por la Asociación del Fútbol Argentino. Los equipos que finalizaron dicha instancia entre las posiciones 1 y 10, inclusive, clasificaron a la Fase Campeonato, mientras que los ubicados entre los puestos 11 y 22 pasaron a la Fase Permanencia. Asimismo, los clasificados entre los puestos 1 y 6 participarán de la Copa Federal 2019-20.

### Fase Campeonato
Los 10 equipos clasificados integran un grupo único, denominado Fase Campeonato, que se lleva a cabo bajo el sistema de todos contra todos a dos ruedas, iniciando todos los participantes con puntaje cero. El equipo que al final de la fase sume más puntos se consagrará campeón y ascenderá a la Primera División A junto con el equipo que finalice en segunda posición.

### Fase Permanencia
Los 12 equipos peor ubicados de la Fase clasificatoria disputan la Fase Permanencia, que se desarrolla bajo el sistema de todos contra todos a dos ruedas, iniciando todos los participantes con puntaje cero. Los tres equipos que al finalizar la fase sumen menos puntos descenderán a la Primera División C.

## Equipos participantes
| Equipo               | Ciudad              |
| -------------------- | ------------------- |
| All Boys             | Buenos Aires        |
| Almirante Brown      | Isidro Casanova     |
| Argentino            | Rosario             |
| Argentino de Quilmes | Quilmes             |
| Argentinos Juniors   | Buenos Aires        |
| Atlanta              | Buenos Aires        |
| Atlas                | General Rodríguez   |
| Banfield             | Banfield            |
| Camioneros           | Nueve de Abril      |
| Comunicaciones       | Buenos Aires        |
| Defensa y Justicia   | Florencio Varela    |
| Deportivo Armenio    | Ingeniero Maschwitz |
| Deportivo Español    | Buenos Aires        |
| Deportivo Merlo      | Merlo               |
| Deportivo Morón      | Morón               |
| Estudiantes          | Caseros             |
| Ferro Carril Oeste   | Buenos Aires        |
| Lima                 | Zárate              |
| Liniers              | San Justo           |
| Luján                | Luján               |
| Puerto Nuevo         | Campana             |
| Sarmiento            | Junín               |

### Distribución geográfica de los equipos
| Región                                   | Cant. | Equipos |
| ---------------------------------------- | ----- | --- |
| Conurbano bonaerense                     | 9     | Almirante Brown, Argentino de Quilmes, Banfield, Camioneros, Defensa y Justicia, Deportivo Merlo, Deportivo Morón, Estudiantes y Liniers |
| Ciudad de Buenos Aires                   | 6     | All Boys, Argentinos Juniors, Atlanta, Comunicaciones, Deportivo Español y Ferro Carril Oeste                                            |
| Interior de la provincia de Buenos Aires | 6     | Atlas, Deportivo Armenio, Lima, Luján, Puerto Nuevo y Sarmiento (J)                                                                      |
| Provincia de Santa Fe                    | 1     | Argentino (Rosario) |

## Fase clasificatoria

### Tabla de posiciones
| Pos. | Equipo               | Pts. | PJ | PG | PE | PP | GF | GC  | Dif. |
| ---- | -------------------- | ---- | -- | -- | -- | -- | -- | --- | ---- |
| 01.º | Argentinos Juniors   | 57   | 21 | 19 | 0  | 2  | 65 | 14  | 51   |
| 02.º | Ferro Carril Oeste   | 56   | 21 | 18 | 2  | 1  | 63 | 12  | 51   |
| 03.º | Comunicaciones       | 51   | 21 | 16 | 3  | 2  | 63 | 22  | 41   |
| 04.º | Banfield             | 49   | 21 | 15 | 4  | 2  | 62 | 10  | 52   |
| 05.º | Sarmiento (J)        | 46   | 21 | 14 | 4  | 3  | 66 | 28  | 38   |
| 06.º | All Boys             | 43   | 21 | 14 | 1  | 6  | 63 | 29  | 34   |
| 07.º | Deportivo Español    | 37   | 21 | 12 | 1  | 8  | 61 | 42  | 19   |
| 08.º | Estudiantes (BA)     | 34   | 21 | 10 | 4  | 7  | 34 | 26  | 8    |
| 09.º | Defensa y Justicia   | 33   | 21 | 10 | 3  | 8  | 33 | 28  | 5    |
| 10.º | Puerto Nuevo         | 31   | 21 | 9  | 4  | 8  | 34 | 41  | −7   |
| 11.º | Deportivo Merlo      | 26   | 21 | 8  | 2  | 11 | 37 | 40  | −3   |
| 12.º | Camioneros           | 26   | 21 | 8  | 2  | 11 | 41 | 59  | −18  |
| 13.º | Atlanta              | 24   | 21 | 7  | 3  | 11 | 36 | 37  | −1   |
| 14.º | Luján                | 24   | 21 | 7  | 3  | 11 | 29 | 35  | −6   |
| 15.º | Lima                 | 23   | 21 | 7  | 2  | 12 | 39 | 61  | −22  |
| 16.º | Deportivo Armenio    | 20   | 21 | 5  | 5  | 11 | 18 | 39  | −21  |
| 17.º | Almirante Brown      | 19   | 21 | 5  | 4  | 12 | 33 | 49  | −16  |
| 18.º | Argentino (Rosario)  | 18   | 21 | 5  | 3  | 13 | 18 | 51  | −33  |
| 19.º | Argentino de Quilmes | 17   | 21 | 4  | 5  | 12 | 20 | 42  | −22  |
| 20.º | Deportivo Morón      | 14   | 21 | 3  | 5  | 13 | 17 | 43  | −26  |
| 21.º | Atlas                | 9    | 21 | 2  | 3  | 16 | 14 | 50  | −36  |
| 22.º | Liniers              | 4    | 21 | 1  | 1  | 19 | 15 | 103 | −88  |

|  | Equipos clasificados a la Fase Campeonato y a la Copa Federal 2019-20. |
|  | Equipos clasificados a la Fase Campeonato.                             |
|  | Equipos clasificados a la Fase Permanencia.                            |

### Evolución de las posiciones
| Equipo / Fecha       | 1    | 2    | 3    | 4    | 5    | 6    | 7    | 8    | 9    | 10   | 11   | 12   | 13   | 14   | 15   | 16   | 17   | 18   | 19   | 20   | 21   |
| -------------------- | ---- | ---- | ---- | ---- | ---- | ---- | ---- | ---- | ---- | ---- | ---- | ---- | ---- | ---- | ---- | ---- | ---- | ---- | ---- | ---- | ---- |
| All Boys             | 10.º | 12.º | 08.º | 04.º | 02.º | 04.º | 04.º | 07.º | 04.º | 04.º | 04.º | 04.º | 04.º | 04.º | 05.º | 05.º | 05.º | 05.º | 05.º | 06.º | 06.º |
| Almirante Brown      | 17.º | 21.º | 21.º | 20.º | 20.º | 19.º | 19.º | 20.º | 20.º | 20.º | 19.º | 20.º | 20.º | 20.º | 19.º | 17.º | 17.º | 18.º | 17.º | 16.º | 17.º |
| Argentino (Rosario)  | 16.º | 19.º | 16.º | 16.º | 16.º | 17.º | 16.º | 19.º | 18.º | 18.º | 20.º | 19.º | 17.º | 18.º | 18.º | 19.º | 20.º | 17.º | 18.º | 18.º | 18.º |
| Argentino de Quilmes | 21.º | 20.º | 17.º | 17.º | 17.º | 16.º | 17.º | 18.º | 19.º | 19.º | 18.º | 18.º | 19.º | 19.º | 20.º | 20.º | 18.º | 20.º | 19.º | 19.º | 19.º |
| Argentinos Juniors   | 01.º | 03.º | 02.º | 01.º | 01.º | 01.º | 01.º | 01.º | 01.º | 01.º | 01.º | 01.º | 01.º | 01.º | 01.º | 01.º | 01.º | 01.º | 01.º | 01.º | 01.º |
| Atlanta              | 14.º | 15.º | 18.º | 18.º | 18.º | 18.º | 18.º | 16.º | 15.º | 14.º | 15.º | 15.º | 15.º | 13.º | 13.º | 15.º | 15.º | 16.º | 16.º | 14.º | 13.º |
| Atlas                | 18.º | 17.º | 19.º | 19.º | 19.º | 20.º | 22.º | 22.º | 22.º | 22.º | 22.º | 21.º | 21.º | 21.º | 21.º | 21.º | 21.º | 21.º | 21.º | 21.º | 21.º |
| Banfield             | 11.º | 09.º | 13.º | 10.º | 12.º | 08.º | 07.º | 05.º | 06.º | 06.º | 05.º | 06.º | 05.º | 05.º | 04.º | 04.º | 04.º | 04.º | 04.º | 04.º | 04.º |
| Camioneros           | 19.º | 18.º | 20.º | 21.º | 21.º | 21.º | 20.º | 17.º | 17.º | 15.º | 12.º | 14.º | 14.º | 15.º | 15.º | 13.º | 12.º | 13.º | 13.º | 11.º | 12.º |
| Comunicaciones       | 04.º | 04.º | 03.º | 02.º | 03.º | 02.º | 03.º | 03.º | 03.º | 03.º | 03.º | 03.º | 03.º | 03.º | 03.º | 03.º | 03.º | 03.º | 03.º | 03.º | 03.º |
| Defensa y Justicia   | 08.º | 13.º | 12.º | 11.º | 13.º | 14.º | 10.º | 12.º | 11.º | 08.º | 08.º | 12.º | 12.º | 09.º | 08.º | 07.º | 10.º | 10.º | 10.º | 10.º | 09.º |
| Deportivo Armenio    | 05.º | 05.º | 06.º | 08.º | 10.º | 11.º | 13.º | 14.º | 16.º | 17.º | 17.º | 16.º | 16.º | 16.º | 16.º | 16.º | 16.º | 15.º | 15.º | 17.º | 16.º |
| Deportivo Español    | 15.º | 10.º | 07.º | 12.º | 05.º | 05.º | 05.º | 04.º | 05.º | 05.º | 07.º | 07.º | 07.º | 07.º | 07.º | 08.º | 07.º | 07.º | 07.º | 07.º | 07.º |
| Deportivo Merlo      | 13.º | 15.º | 15.º | 13.º | 06.º | 06.º | 09.º | 11.º | 09.º | 12.º | 14.º | 11.º | 10.º | 11.º | 09.º | 11.º | 11.º | 11.º | 11.º | 12.º | 11.º |
| Deportivo Morón      | 21.º | 14.º | 10.º | 14.º | 14.º | 15.º | 15.º | 15.º | 14.º | 16.º | 16.º | 17.º | 18.º | 17.º | 17.º | 18.º | 19.º | 19.º | 20.º | 20.º | 20.º |
| Estudiantes (BA)     | 03.º | 08.º | 11.º | 07.º | 09.º | 10.º | 08.º | 10.º | 12.º | 11.º | 13.º | 10.º | 11.º | 12.º | 10.º | 09.º | 08.º | 08.º | 08.º | 08.º | 08.º |
| Ferro Carril Oeste   | 06.º | 01.º | 01.º | 03.º | 04.º | 03.º | 02.º | 02.º | 02.º | 02.º | 02.º | 02.º | 02.º | 02.º | 02.º | 02.º | 02.º | 02.º | 02.º | 02.º | 02.º |
| Lima                 | 09.º | 07.º | 04.º | 06.º | 08.º | 09.º | 12.º | 09.º | 07.º | 09.º | 09.º | 13.º | 13.º | 14.º | 14.º | 14.º | 14.º | 14.º | 14.º | 15.º | 15.º |
| Liniers              | 20.º | 22.º | 22.º | 22.º | 22.º | 22.º | 21.º | 21.º | 21.º | 21.º | 21.º | 22.º | 22.º | 22.º | 22.º | 22.º | 22.º | 22.º | 22.º | 22.º | 22.º |
| Luján                | 07.º | 06.º | 09.º | 05.º | 06.º | 07.º | 06.º | 06.º | 08.º | 10.º | 11.º | 09.º | 09.º | 10.º | 12.º | 12.º | 13.º | 12.º | 12.º | 13.º | 14.º |
| Puerto Nuevo         | 12.º | 11.º | 14.º | 15.º | 15.º | 13.º | 14.º | 13.º | 13.º | 13.º | 10.º | 08.º | 08.º | 08.º | 11.º | 10.º | 09.º | 09.º | 09.º | 09.º | 10.º |
| Sarmiento (J)        | 01.º | 02.º | 05.º | 09.º | 11.º | 12.º | 11.º | 08.º | 10.º | 07.º | 06.º | 05.º | 06.º | 06.º | 06.º | 06.º | 06.º | 06.º | 06.º | 05.º | 05.º |

| 1. 2. 3. 4. 5. 6. 7. 8. 9. 10. 11. |

### Resultados
| Fecha 1            | Fecha 1   | Fecha 1              | Fecha 1                           | Fecha 1          | Fecha 1 |
| Local              | Resultado | Visitante            | Estadio                           | Fecha            | Hora    |
| ------------------ | --------- | -------------------- | --------------------------------- | ---------------- | ------- |
| Deportivo Español  | 1 - 3     | Luján                | Auxiliar N.º 2                    | 14 de septiembre | 15:30   |
| Comunicaciones     | 5 - 1     | Camioneros           | Auxiliar N.º 2                    | 14 de septiembre | 15:30   |
| Defensa y Justicia | 2 - 0     | Argentino (Rosario)  | Predio La Capilla                 | 14 de septiembre | 15:30   |
| Banfield           | 1 - 0     | Atlanta              | Campo de Deportes de Luis Guillón | 14 de septiembre | 15:30   |
| Liniers            | 0 - 5     | Estudiantes (BA)     | Auxiliar N.º 1                    | 14 de septiembre | 15:30   |
| Lima               | 4 - 3     | Puerto Nuevo         | Lima Football Club                | 14 de septiembre | 16:00   |
| Sarmiento (J)      | 7 - 0     | Argentino de Quilmes | Ciudad Deportiva                  | 15 de septiembre | 11:00   |
| Atlas              | 1 - 4     | Ferro Carril Oeste   | Ricardo Puga                      | 15 de septiembre | 11:00   |
| Argentinos Juniors | 7 - 0     | Deportivo Morón      | Diego Armando Maradona            | 15 de septiembre | 15:30   |
| Deportivo Merlo    | 1 - 2     | All Boys             | Predio El Remanso                 | 15 de septiembre | 15:30   |
| Deportivo Armenio  | 6 - 3     | Almirante Brown      | Auxiliar N.º 1                    | 15 de septiembre | 15:30   |

| Fecha 2              | Fecha 2   | Fecha 2            | Fecha 2                         | Fecha 2          | Fecha 2 |
| Local                | Resultado | Visitante          | Estadio                         | Fecha            | Hora    |
| -------------------- | --------- | ------------------ | ------------------------------- | ---------------- | ------- |
| Deportivo Morón      | 1 - 0     | Atlas              | Predio Raúl Florentino Di Carlo | 21 de septiembre | 15:30   |
| Atlanta              | 2 - 3     | Sarmiento (J)      | Predio Antonio Carbone          | 21 de septiembre | 15:30   |
| Camioneros           | 1 - 2     | Deportivo Armenio  | Auxiliar N.º 3                  | 21 de septiembre | 15:30   |
| Luján                | 3 - 2     | All Boys           | Predio San Emilio               | 21 de septiembre | 15:30   |
| Argentinos Juniors   | 2 - 1     | Deportivo Merlo    | Diego Armando Maradona          | 21 de septiembre | 16:00   |
| Ferro Carril Oeste   | 9 - 0     | Liniers            | Predio Dr. Santiago Leyden      | 22 de septiembre | 14:00   |
| Estudiantes (BA)     | 1 - 1     | Banfield           | CEDEM N.º 1                     | 22 de septiembre | 15:30   |
| Argentino de Quilmes | 3 - 4     | Lima               | Argentino de Quilmes            | 22 de septiembre | 15:30   |
| Puerto Nuevo         | 3 - 1     | Defensa y Justicia | Rubén Carlos Vallejos           | 22 de septiembre | 15:30   |
| Argentino (Rosario)  | 0 - 3     | Comunicaciones     | José Martín Olaeta              | 22 de septiembre | 15:30   |
| Almirante Brown      | 0 - 6     | Deportivo Español  | Auxiliar N.º 1                  | 22 de septiembre | 15:30   |

| Fecha 3            | Fecha 3   | Fecha 3              | Fecha 3                           | Fecha 3          | Fecha 3 |
| Local              | Resultado | Visitante            | Estadio                           | Fecha            | Hora    |
| ------------------ | --------- | -------------------- | --------------------------------- | ---------------- | ------- |
| Atlas              | 0 - 1     | Argentinos Juniors   | Ricardo Puga                      | 28 de septiembre | 11:00   |
| Defensa y Justicia | 1 - 1     | Argentino de Quilmes | Predio La Capilla                 | 28 de septiembre | 15:30   |
| Lima               | 2 - 1     | Atlanta              | Lima Football Club                | 28 de septiembre | 15:30   |
| Banfield           | 0 - 1     | Ferro Carril Oeste   | Campo de Deportes de Luis Guillón | 28 de septiembre | 15:30   |
| Liniers            | 0 - 2     | Deportivo Morón      | Auxiliar N.º 1                    | 28 de septiembre | 15:30   |
| All Boys           | 4 - 1     | Almirante Brown      | Predio AEFIP                      | 28 de septiembre | 15:30   |
| Deportivo Español  | 3 - 0     | Camioneros           | Auxiliar N.º 2                    | 28 de septiembre | 15:30   |
| Sarmiento (J)      | 2 - 2     | Estudiantes (BA)     | Eva Perón                         | 28 de septiembre | 16:00   |
| Deportivo Merlo    | 2 - 0     | Luján                | José Manuel Moreno                | 29 de septiembre | 14:00   |
| Comunicaciones     | 1 - 0     | Puerto Nuevo         | Auxiliar N.º 1                    | 29 de septiembre | 15:00   |
| Deportivo Armenio  | 0 - 0     | Argentino (Rosario)  | Auxiliar N.º 1                    | 29 de septiembre | 15:30   |

| Fecha 4              | Fecha 4   | Fecha 4            | Fecha 4                         | Fecha 4      | Fecha 4 |
| Local                | Resultado | Visitante          | Estadio                         | Fecha        | Hora    |
| -------------------- | --------- | ------------------ | ------------------------------- | ------------ | ------- |
| Atlas                | 1 - 2     | Deportivo Merlo    | Ricardo Puga                    | 5 de octubre | 15:30   |
| Camioneros           | 2 - 9     | All Boys           | Auxiliar N.º 1                  | 5 de octubre | 15:30   |
| Almirante Brown      | 0 - 1     | Luján              | Auxiliar N.º 3                  | 5 de octubre | 15:30   |
| Deportivo Morón      | 0 - 4     | Banfield           | Predio Raúl Florentino Di Carlo | 5 de octubre | 15:30   |
| Ferro Carril Oeste   | 3 - 0     | Sarmiento (J)      | Arquitecto Ricardo Etcheverri   | 5 de octubre | 15:30   |
| Estudiantes (BA)     | 2 - 0     | Lima               | CEDEM N.º 1                     | 6 de octubre | 15:00   |
| Argentinos Juniors   | 11 - 0    | Liniers            | Diego Armando Maradona          | 6 de octubre | 15:30   |
| Atlanta              | 1 - 2     | Defensa y Justicia | Predio Antonio Carbone          | 6 de octubre | 15:30   |
| Puerto Nuevo         | 1 - 1     | Deportivo Armenio  | Rubén Carlos Vallejos           | 6 de octubre | 15:30   |
| Argentino (Rosario)  | 1 - 0     | Deportivo Español  | José Martín Olaeta              | 6 de octubre | 15:30   |
| Argentino de Quilmes | 0 - 1     | Comunicaciones     | Auxiliar                        | 6 de octubre | 15:30   |

| Fecha 5            | Fecha 5   | Fecha 5              | Fecha 5            | Fecha 5       | Fecha 5 |
| Local              | Resultado | Visitante            | Estadio            | Fecha         | Hora    |
| ------------------ | --------- | -------------------- | ------------------ | ------------- | ------- |
| Comunicaciones     | 1 - 0     | Atlanta              | Auxiliar N.º 2     | 13 de octubre | 10:00   |
| Sarmiento (J)      | 3 - 0     | Deportivo Morón      | Eva Perón          | 13 de octubre | 12:30   |
| Lima               | 1 - 1     | Ferro Carril Oeste   | Lima Football Club | 13 de octubre | 13:00   |
| Deportivo Español  | 3 - 2     | Puerto Nuevo         | Auxiliar N.º 2     | 13 de octubre | 15:30   |
| All Boys           | 3 - 2     | Argentino (Rosario)  | Predio AEFIP       | 13 de octubre | 15:30   |
| Deportivo Merlo    | 1 - 0     | Almirante Brown      | Predio El Remanso  | 13 de octubre | 15:30   |
| Defensa y Justicia | 2 - 2     | Estudiantes (BA)     | Predio La Capilla  | 13 de octubre | 15:30   |
| Banfield           | 0 - 1     | Argentinos Juniors   | Florencio Sola     | 13 de octubre | 15:30   |
| Liniers            | 4 - 2     | Atlas                | Auxiliar N.º 1     | 13 de octubre | 15:30   |
| Deportivo Armenio  | 0 - 1     | Argentino de Quilmes | Auxiliar N.º 1     | 14 de octubre | 15:30   |
| Luján              | 0 - 1     | Camioneros           | Predio San Emilio  | 14 de octubre | 16:00   |

| Fecha 6              | Fecha 6   | Fecha 6            | Fecha 6                         | Fecha 6       | Fecha 6 |
| Local                | Resultado | Visitante          | Estadio                         | Fecha         | Hora    |
| -------------------- | --------- | ------------------ | ------------------------------- | ------------- | ------- |
| Ferro Carril Oeste   | 3 - 0     | Defensa y Justicia | Predio Dr. Santiago Leyden      | 19 de octubre | 14:00   |
| Puerto Nuevo         | 2 - 1     | All Boys           | Rubén Carlos Vallejos           | 19 de octubre | 14:00   |
| Liniers              | 1 - 5     | Deportivo Merlo    | Auxiliar N.º 1                  | 19 de octubre | 15:30   |
| Deportivo Morón      | 0 - 0     | Lima               | Predio Raúl Florentino Di Carlo | 19 de octubre | 15:30   |
| Atlanta              | 3 - 1     | Deportivo Armenio  | Predio Antonio Carbone          | 19 de octubre | 15:30   |
| Camioneros           | 4 - 5     | Almirante Brown    | Predio Luis Guillón             | 19 de octubre | 15:30   |
| Atlas                | 0 - 3     | Banfield           | Ricardo Puga                    | 20 de octubre | 11:00   |
| Estudiantes (BA)     | 0 - 1     | Comunicaciones     | CEDEM N.º 1                     | 20 de octubre | 15:00   |
| Argentinos Juniors   | 3 - 2     | Sarmiento (J)      | Diego Armando Maradona          | 20 de octubre | 15:30   |
| Argentino de Quilmes | 2 - 3     | Deportivo Español  | Argentino de Quilmes            | 20 de octubre | 15:30   |
| Argentino (Rosario)  | 0 - 3     | Luján              | José Martín Olaeta              | 20 de octubre | 15:30   |

| Fecha 7            | Fecha 7   | Fecha 7              | Fecha 7                           | Fecha 7        | Fecha 7 |
| Local              | Resultado | Visitante            | Estadio                           | Fecha          | Hora    |
| ------------------ | --------- | -------------------- | --------------------------------- | -------------- | ------- |
| Comunicaciones     | 1 - 2     | Ferro Carril Oeste   | Auxiliar N.º 2                    | 2 de noviembre | 15:00   |
| Deportivo Merlo    | 2 - 3     | Camioneros           | José Manuel Moreno                | 2 de noviembre | 15:30   |
| All Boys           | 4 - 2     | Argentino de Quilmes | Predio AEFIP                      | 2 de noviembre | 15:30   |
| Deportivo Armenio  | 1 - 2     | Estudiantes (BA)     | Auxiliar N.º 1                    | 2 de noviembre | 15:30   |
| Defensa y Justicia | 1 - 0     | Deportivo Morón      | Predio La Capilla                 | 2 de noviembre | 15:30   |
| Almirante Brown    | 0 - 1     | Argentino (Rosario)  | Auxiliar N.º 3                    | 2 de noviembre | 15:30   |
| Luján              | 5 - 0     | Puerto Nuevo         | Predio San Emilio                 | 2 de noviembre | 16:00   |
| Lima               | 0 - 1     | Argentinos Juniors   | Lima Football Club                | 2 de noviembre | 16:00   |
| Sarmiento (J)      | 3 - 1     | Atlas                | Ciudad Deportiva                  | 3 de noviembre | 12:30   |
| Deportivo Español  | 4 - 2     | Atlanta              | Auxiliar N.º 2                    | 3 de noviembre | 15:30   |
| Banfield           | 10 - 1    | Liniers              | Campo de Deportes de Luis Guillón | 3 de noviembre | 15:30   |

| Fecha 8              | Fecha 8   | Fecha 8            | Fecha 8                           | Fecha 8         | Fecha 8 |
| Local                | Resultado | Visitante          | Estadio                           | Fecha           | Hora    |
| -------------------- | --------- | ------------------ | --------------------------------- | --------------- | ------- |
| Banfield             | 4 - 0     | Deportivo Merlo    | Campo de Deportes de Luis Guillón | 9 de noviembre  | 16:00   |
| Atlas                | 0 - 1     | Lima               | Ricardo Puga                      | 9 de noviembre  | 16:00   |
| Argentinos Juniors   | 3 - 1     | Defensa y Justicia | Diego Armando Maradona            | 9 de noviembre  | 16:00   |
| Ferro Carril Oeste   | 3 - 0     | Deportivo Armenio  | Predio Dr. Santiago Leyden        | 9 de noviembre  | 16:00   |
| Atlanta              | 3 - 2     | All Boys           | Predio Antonio Carbone            | 9 de noviembre  | 16:00   |
| Deportivo Morón      | 0 - 4     | Comunicaciones     | Predio Raúl Florentino Di Carlo   | 10 de noviembre | 15:30   |
| Argentino de Quilmes | 1 - 1     | Luján              | Auxiliar                          | 10 de noviembre | 15:30   |
| Puerto Nuevo         | 4 - 2     | Almirante Brown    | Rubén Carlos Vallejos             | 10 de noviembre | 15:30   |
| Argentino (Rosario)  | 0 - 6     | Camioneros         | José Martín Olaeta                | 10 de noviembre | 15:30   |
| Liniers              | 0 - 5     | Sarmiento (J)      | Auxiliar N.º 2                    | 10 de noviembre | 16:00   |
| Estudiantes (BA)     | 2 - 3     | Deportivo Español  | CEDEM N.º 1                       | 10 de noviembre | 16:00   |

| Fecha 9            | Fecha 9   | Fecha 9              | Fecha 9             | Fecha 9         | Fecha 9 |
| Local              | Resultado | Visitante            | Estadio             | Fecha           | Hora    |
| ------------------ | --------- | -------------------- | ------------------- | --------------- | ------- |
| Camioneros         | 0 - 0     | Puerto Nuevo         | Predio Luis Guillón | 16 de noviembre | 17:00   |
| Almirante Brown    | 0 - 0     | Argentino de Quilmes | Auxiliar N.º 3      | 16 de noviembre | 17:00   |
| Luján              | 1 - 4     | Atlanta              | Predio San Emilio   | 16 de noviembre | 17:00   |
| All Boys           | 3 - 1     | Estudiantes (BA)     | Predio AEFIP        | 16 de noviembre | 17:00   |
| Deportivo Armenio  | 0 - 1     | Deportivo Morón      | Auxiliar N.º 1      | 16 de noviembre | 17:00   |
| Defensa y Justicia | 6 - 0     | Atlas                | Predio La Capilla   | 16 de noviembre | 17:00   |
| Lima               | 7 - 0     | Liniers              | Lima Football Club  | 16 de noviembre | 17:00   |
| Sarmiento (J)      | 1 - 1     | Banfield             | Ciudad Deportiva    | 16 de noviembre | 17:00   |
| Comunicaciones     | 0 - 2     | Argentinos Juniors   | Auxiliar N.º 2      | 16 de noviembre | 17:30   |
| Deportivo Merlo    | 3 - 2     | Argentino (Rosario)  | José Manuel Moreno  | 17 de noviembre | 17:00   |
| Deportivo Español  | 1 - 2     | Ferro Carril Oeste   | Auxiliar N.º 2      | 17 de noviembre | 17:00   |

| Fecha 10             | Fecha 10  | Fecha 10            | Fecha 10                          | Fecha 10        | Fecha 10 |
| Local                | Resultado | Visitante           | Estadio                           | Fecha           | Hora     |
| -------------------- | --------- | ------------------- | --------------------------------- | --------------- | -------- |
| Banfield             | 8 - 0     | Lima                | Campo de Deportes de Luis Guillón | 23 de noviembre | 17:00    |
| Liniers              | 0 - 5     | Defensa y Justicia  | Auxiliar N.º 2                    | 23 de noviembre | 17:00    |
| Argentinos Juniors   | 3 - 0     | Deportivo Armenio   | Predio CEFFA                      | 23 de noviembre | 17:00    |
| Deportivo Morón      | 1 - 2     | Deportivo Español   | Predio Raúl Florentino Di Carlo   | 23 de noviembre | 17:00    |
| Ferro Carril Oeste   | 0 - 1     | All Boys            | Predio Dr. Santiago Leyden        | 23 de noviembre | 17:00    |
| Atlanta              | 2 - 0     | Almirante Brown     | Predio Antonio Carbone            | 23 de noviembre | 17:00    |
| Argentino de Quilmes | 2 - 4     | Camioneros          | Auxiliar                          | 23 de noviembre | 17:00    |
| Atlas                | 0 - 4     | Comunicaciones      | Ricardo Puga                      | 24 de noviembre | 09:00    |
| Sarmiento (J)        | 3 - 0     | Deportivo Merlo     | Ciudad Deportiva                  | 24 de noviembre | 17:00    |
| Estudiantes (BA)     | 1 - 0     | Luján               | CEDEM N.º 1                       | 24 de noviembre | 17:00    |
| Puerto Nuevo         | 2 - 1     | Argentino (Rosario) | Rubén Carlos Vallejos             | 24 de noviembre | 17:00    |

| Fecha 11            | Fecha 11  | Fecha 11             | Fecha 11                         | Fecha 11        | Fecha 11 |
| Local               | Resultado | Visitante            | Estadio                          | Fecha           | Hora     |
| ------------------- | --------- | -------------------- | -------------------------------- | --------------- | -------- |
| Camioneros          | 2 - 1     | Atlanta              | Predio Luis Guillón              | 30 de noviembre | 17:00    |
| Almirante Brown     | 2 - 0     | Estudiantes (BA)     | Auxiliar N.º 3                   | 30 de noviembre | 17:00    |
| Luján               | 1 - 3     | Ferro Carril Oeste   | Predio San Emilio                | 30 de noviembre | 17:00    |
| All Boys            | 2 - 0     | Deportivo Morón      | Predio AEFIP                     | 30 de noviembre | 17:00    |
| Deportivo Armenio   | 0 - 0     | Atlas                | Auxiliar N.º 1                   | 30 de noviembre | 17:00    |
| Comunicaciones      | 8 - 0     | Liniers              | Auxiliar N.º 2                   | 30 de noviembre | 17:00    |
| Defensa y Justicia  | 1 - 2     | Banfield             | Predio La Capilla                | 30 de noviembre | 17:00    |
| Argentino (Rosario) | 0 - 3     | Argentino de Quilmes | José Martín Olaeta               | 1 de diciembre  | 17:00    |
| Deportivo Merlo     | 1 - 2     | Puerto Nuevo         | Auxiliar del Deportivo Español   | 1 de diciembre  | 17:00    |
| Deportivo Español   | 0 - 5     | Argentinos Juniors   | Auxiliar del Club Comunicaciones | 1 de diciembre  | 17:00    |
| Lima                | 2 - 3     | Sarmiento (J)        | Lima Football Club               | 1 de diciembre  | 17:00    |

| Fecha 12             | Fecha 12  | Fecha 12            | Fecha 12                          | Fecha 12       | Fecha 12 |
| Local                | Resultado | Visitante           | Estadio                           | Fecha          | Hora     |
| -------------------- | --------- | ------------------- | --------------------------------- | -------------- | -------- |
| Argentinos Juniors   | 0 - 2     | All Boys            | Predio CEFFA                      | 7 de diciembre | 09:00    |
| Lima                 | 0 - 2     | Deportivo Merlo     | Lima Football Club                | 7 de diciembre | 17:00    |
| Sarmiento (J)        | 2 - 1     | Defensa y Justicia  | Ciudad Deportiva                  | 7 de diciembre | 17:00    |
| Banfield             | 2 - 2     | Comunicaciones      | Campo de Deportes de Luis Guillón | 7 de diciembre | 17:00    |
| Liniers              | 0 - 1     | Deportivo Armenio   | Auxiliar N.º 2                    | 7 de diciembre | 17:00    |
| Atlas                | 3 - 0     | Deportivo Español   | Ricardo Puga                      | 7 de diciembre | 17:00    |
| Deportivo Morón      | 2 - 3     | Luján               | Nuevo Francisco Urbano            | 7 de diciembre | 17:00    |
| Ferro Carril Oeste   | 3 - 1     | Almirante Brown     | Predio Dr. Santiago Leyden        | 7 de diciembre | 17:00    |
| Atlanta              | 0 - 0     | Argentino (Rosario) | Predio Antonio Carbone            | 7 de diciembre | 17:00    |
| Estudiantes (BA)     | 2 - 0     | Camioneros          | CEDEM N.º 1                       | 8 de diciembre | 17:00    |
| Argentino de Quilmes | 1 - 2     | Puerto Nuevo        | Argentino de Quilmes              | 8 de diciembre | 17:00    |

| Fecha 13            | Fecha 13  | Fecha 13             | Fecha 13                     | Fecha 13        | Fecha 13 |
| Local               | Resultado | Visitante            | Estadio                      | Fecha           | Hora     |
| ------------------- | --------- | -------------------- | ---------------------------- | --------------- | -------- |
| Deportivo Merlo     | 0 - 0     | Argentino de Quilmes | Predio Héroes 2009           | 14 de diciembre | 17:00    |
| Puerto Nuevo        | 0 - 0     | Atlanta              | Rubén Carlos Vallejos        | 14 de diciembre | 17:00    |
| Argentino (Rosario) | 4 - 1     | Estudiantes (BA)     | Club General San Martín      | 14 de diciembre | 17:00    |
| Camioneros          | 0 - 3     | Ferro Carril Oeste   | Predio Luis Guillón          | 14 de diciembre | 17:00    |
| Almirante Brown     | 2 - 2     | Deportivo Morón      | Fragata Presidente Sarmiento | 14 de diciembre | 17:00    |
| All Boys            | 5 - 0     | Atlas                | Islas Malvinas               | 14 de diciembre | 17:00    |
| Deportivo Español   | 8 - 1     | Liniers              | Auxiliar N.º 2               | 14 de diciembre | 17:00    |
| Deportivo Armenio   | 0 - 2     | Banfield             | Auxiliar N.º 1               | 14 de diciembre | 17:00    |
| Defensa y Justicia  | 1 - 0     | Lima                 | Predio La Capilla            | 14 de diciembre | 17:00    |
| Luján               | 0 - 1     | Argentinos Juniors   | Predio San Emilio            | 15 de diciembre | 17:00    |
| Comunicaciones      | 2 - 1     | Sarmiento (J)        | Auxiliar N.º 2               | 15 de diciembre | 17:00    |

| Fecha 14           | Fecha 14  | Fecha 14             | Fecha 14                          | Fecha 14    | Fecha 14 |
| Local              | Resultado | Visitante            | Estadio                           | Fecha       | Hora     |
| ------------------ | --------- | -------------------- | --------------------------------- | ----------- | -------- |
| Defensa y Justicia | 1 - 0     | Deportivo Merlo      | Predio La Capilla                 | 25 de enero | 17:00    |
| Lima               | 4 - 10    | Comunicaciones       | Lima Football Club                | 25 de enero | 17:00    |
| Sarmiento (J)      | 4 - 0     | Deportivo Armenio    | Ciudad Deportiva                  | 25 de enero | 17:00    |
| Banfield           | 3 - 2     | Deportivo Español    | Campo de Deportes de Luis Guillón | 25 de enero | 17:00    |
| Argentinos Juniors | 3 - 1     | Almirante Brown      | Predio CEFFA                      | 25 de enero | 17:00    |
| Deportivo Morón    | 2 - 2     | Camioneros           | Nuevo Francisco Urbano            | 25 de enero | 17:00    |
| Ferro Carril Oeste | 4 - 0     | Argentino (Rosario)  | Predio Dr. Santiago Leyden        | 25 de enero | 17:00    |
| Estudiantes (BA)   | 0 - 1     | Puerto Nuevo         | CEDEM N.º 1                       | 25 de enero | 17:00    |
| Liniers            | 1 - 4     | All Boys             | Auxiliar N.º 2                    | 26 de enero | 17:00    |
| Atlanta            | 2 - 0     | Argentino de Quilmes | Predio Antonio Carbone            | 26 de enero | 17:00    |
| Atlas              | 1 - 0     | Luján                | Ricardo Puga                      | 26 de enero | 17:00    |

| Fecha 15             | Fecha 15  | Fecha 15           | Fecha 15              | Fecha 15     | Fecha 15 |
| Local                | Resultado | Visitante          | Estadio               | Fecha        | Hora     |
| -------------------- | --------- | ------------------ | --------------------- | ------------ | -------- |
| Deportivo Merlo      | 5 - 3     | Atlanta            | Predio Héroes 2009    | 1 de febrero | 17:00    |
| Puerto Nuevo         | 1 - 2     | Ferro Carril Oeste | Rubén Carlos Vallejos | 1 de febrero | 17:00    |
| Argentino (Rosario)  | 0 - 0     | Deportivo Morón    | José Martín Olaeta    | 1 de febrero | 17:00    |
| Camioneros           | 2 - 4     | Argentinos Juniors | Predio Luis Guillón   | 1 de febrero | 17:00    |
| All Boys             | 0 - 1     | Banfield           | Predio AEFIP          | 1 de febrero | 17:00    |
| Deportivo Español    | 2 - 2     | Sarmiento (J)      | Auxiliar N.º 2        | 1 de febrero | 17:00    |
| Comunicaciones       | 2 - 1     | Defensa y Justicia | Auxiliar N.º 2        | 1 de febrero | 17:00    |
| Deportivo Armenio    | 1 - 0     | Lima               | Auxiliar N.º 1        | 2 de febrero | 17:00    |
| Argentino de Quilmes | 0 - 2     | Estudiantes (BA)   | Auxiliar              | 2 de febrero | 17:00    |
| Almirante Brown      | 5 - 0     | Atlas              | Auxiliar N.º 3        | 2 de febrero | 17:00    |
| Luján                | 2 - 2     | Liniers            | Predio San Emilio     | 2 de febrero | 17:00    |

| Fecha 16           | Fecha 16  | Fecha 16             | Fecha 16                          | Fecha 16     | Fecha 16 |
| Local              | Resultado | Visitante            | Estadio                           | Fecha        | Hora     |
| ------------------ | --------- | -------------------- | --------------------------------- | ------------ | -------- |
| Banfield           | 4 - 0     | Luján                | Campo de Deportes de Luis Guillón | 4 de febrero | 17:00    |
| Argentinos Juniors | 6 - 0     | Argentino (Rosario)  | Predio CEFFA                      | 4 de febrero | 17:00    |
| Comunicaciones     | 3 - 3     | Deportivo Merlo      | Auxiliar N.º 2                    | 4 de febrero | 17:30    |
| Lima               | 2 - 1     | Deportivo Español    | Lima Football Club                | 4 de febrero | 17:30    |
| Defensa y Justicia | 1 - 0     | Deportivo Armenio    | Predio La Capilla                 | 5 de febrero | 17:00    |
| Liniers            | 0 - 1     | Almirante Brown      | Auxiliar N.º 2                    | 5 de febrero | 17:00    |
| Atlas              | 0 - 2     | Camioneros           | Ricardo Puga                      | 5 de febrero | 17:00    |
| Sarmiento (J)      | 3 - 3     | All Boys             | Ciudad Deportiva                  | 5 de febrero | 17:00    |
| Estudiantes (BA)   | 2 - 1     | Atlanta              | CEDEM N.º 1                       | 5 de febrero | 18:00    |
| Deportivo Morón    | 2 - 3     | Puerto Nuevo         | Nuevo Francisco Urbano            | 6 de febrero | 17:00    |
| Ferro Carril Oeste | 6 - 0     | Argentino de Quilmes | Predio Dr. Santiago Leyden        | 6 de febrero | 17:00    |

| Fecha 17             | Fecha 17  | Fecha 17           | Fecha 17               | Fecha 17      | Fecha 17 |
| Local                | Resultado | Visitante          | Estadio                | Fecha         | Hora     |
| -------------------- | --------- | ------------------ | ---------------------- | ------------- | -------- |
| Deportivo Merlo      | 1 - 3     | Estudiantes (BA)   | Predio El Remanso      | 8 de febrero  | 17:00    |
| Camioneros           | 5 - 2     | Liniers            | Predio Luis Guillón    | 8 de febrero  | 17:00    |
| All Boys             | 8 - 0     | Lima               | Predio AEFIP           | 8 de febrero  | 17:00    |
| Deportivo Armenio    | 1 - 1     | Comunicaciones     | Auxiliar N.º 1         | 8 de febrero  | 17:00    |
| Argentino (Rosario)  | 1 - 0     | Atlas              | José Martín Olaeta     | 8 de febrero  | 17:00    |
| Atlanta              | 1 - 4     | Ferro Carril Oeste | Predio Antonio Carbone | 9 de febrero  | 17:00    |
| Puerto Nuevo         | 1 - 6     | Argentinos Juniors | Rubén Carlos Vallejos  | 9 de febrero  | 17:00    |
| Almirante Brown      | 0 - 0     | Banfield           | Auxiliar N.º 3         | 9 de febrero  | 17:00    |
| Luján                | 1 - 4     | Sarmiento (J)      | Predio San Emilio      | 9 de febrero  | 17:00    |
| Deportivo Español    | 4 - 0     | Defensa y Justicia | Auxiliar N.º 2         | 9 de febrero  | 17:00    |
| Argentino de Quilmes | 2 - 1     | Deportivo Morón    | Auxiliar               | 11 de febrero | 17:00    |

| Fecha 18           | Fecha 18  | Fecha 18             | Fecha 18                          | Fecha 18      | Fecha 18 |
| Local              | Resultado | Visitante            | Estadio                           | Fecha         | Hora     |
| ------------------ | --------- | -------------------- | --------------------------------- | ------------- | -------- |
| Lima               | 2 - 3     | Luján                | Lima Football Club                | 15 de febrero | 17:00    |
| Banfield           | 7 - 0     | Camioneros           | Campo de Deportes de Luis Guillón | 15 de febrero | 17:00    |
| Liniers            | 1 - 2     | Argentino (Rosario)  | Auxiliar N.º 2                    | 15 de febrero | 17:00    |
| Argentinos Juniors | 1 - 0     | Argentino de Quilmes | Predio CEFFA                      | 15 de febrero | 17:00    |
| Deportivo Morón    | 2 - 2     | Atlanta              | Predio Raúl Florentino Di Carlo   | 15 de febrero | 17:00    |
| Defensa y Justicia | 2 - 4     | All Boys             | Predio La Capilla                 | 16 de febrero | 09:00    |
| Deportivo Armenio  | 2 - 1     | Deportivo Merlo      | Auxiliar N.º 1                    | 16 de febrero | 17:00    |
| Comunicaciones     | 6 - 3     | Deportivo Español    | Auxiliar N.º 2                    | 16 de febrero | 17:00    |
| Sarmiento (J)      | 3 - 2     | Almirante Brown      | Eva Perón                         | 16 de febrero | 17:00    |
| Atlas              | 3 - 3     | Puerto Nuevo         | Ricardo Puga                      | 16 de febrero | 17:00    |
| Ferro Carril Oeste | 1 - 1     | Estudiantes (BA)     | Predio Dr. Santiago Leyden        | 16 de febrero | 17:00    |

| Fecha 19             | Fecha 19  | Fecha 19           | Fecha 19                       | Fecha 19      | Fecha 19 |
| Local                | Resultado | Visitante          | Estadio                        | Fecha         | Hora     |
| -------------------- | --------- | ------------------ | ------------------------------ | ------------- | -------- |
| Deportivo Merlo      | 1 - 3     | Ferro Carril Oeste | José Manuel Moreno             | 22 de febrero | 17:00    |
| Estudiantes (BA)     | 1 - 0     | Deportivo Morón    | CEDEM N.º 1                    | 22 de febrero | 17:00    |
| Puerto Nuevo         | 3 - 1     | Liniers            | Rubén Carlos Vallejos          | 22 de febrero | 17:00    |
| Argentino (Rosario)  | 0 - 3     | Banfield           | José Martín Olaeta             | 22 de febrero | 17:00    |
| Almirante Brown      | 6 - 4     | Lima               | Auxiliar N.º 3                 | 22 de febrero | 17:00    |
| All Boys             | 0 - 2     | Comunicaciones     | Predio AEFIP                   | 22 de febrero | 17:00    |
| Deportivo Español    | 7 - 0     | Deportivo Armenio  | Auxiliar N.º 2                 | 22 de febrero | 17:00    |
| Atlanta              | 0 - 3     | Argentinos Juniors | Auxiliar del Deportivo Español | 23 de febrero | 17:00    |
| Argentino de Quilmes | 0 - 0     | Atlas              | Auxiliar                       | 23 de febrero | 17:00    |
| Camioneros           | 1 - 5     | Sarmiento (J)      | Predio Luis Guillón            | 23 de febrero | 17:00    |
| Luján                | 0 - 1     | Defensa y Justicia | Predio San Emilio              | 23 de febrero | 17:00    |

| Fecha 20           | Fecha 20  | Fecha 20             | Fecha 20                          | Fecha 20      | Fecha 20 |
| Local              | Resultado | Visitante            | Estadio                           | Fecha         | Hora     |
| ------------------ | --------- | -------------------- | --------------------------------- | ------------- | -------- |
| Deportivo Español  | 5 - 4     | Deportivo Merlo      | Auxiliar N.º 2                    | 25 de febrero | 09:00    |
| Deportivo Armenio  | 0 - 3     | All Boys             | Auxiliar N.º 1                    | 25 de febrero | 17:00    |
| Comunicaciones     | 1 - 0     | Luján                | Auxiliar N.º 2                    | 25 de febrero | 17:00    |
| Lima               | 2 - 4     | Camioneros           | Lima Football Club                | 25 de febrero | 17:00    |
| Banfield           | 3 - 0     | Puerto Nuevo         | Campo de Deportes de Luis Guillón | 25 de febrero | 17:00    |
| Liniers            | 0 - 2     | Argentino de Quilmes | Auxiliar N.º 2                    | 25 de febrero | 17:00    |
| Atlas              | 1 - 2     | Atlanta              | Ricardo Puga                      | 25 de febrero | 17:00    |
| Argentinos Juniors | 2 - 1     | Estudiantes (BA)     | Predio CEFFA                      | 25 de febrero | 17:00    |
| Deportivo Morón    | 1 - 3     | Ferro Carril Oeste   | Predio Raúl Florentino Di Carlo   | 25 de febrero | 17:00    |
| Defensa y Justicia | 0 - 0     | Almirante Brown      | Predio La Capilla                 | 26 de febrero | 17:00    |
| Sarmiento (J)      | 7 - 1     | Argentino (Rosario)  | Ciudad Deportiva                  | 26 de febrero | 17:00    |

| Fecha 21             | Fecha 21  | Fecha 21           | Fecha 21                   | Fecha 21      | Fecha 21 |
| Local                | Resultado | Visitante          | Estadio                    | Fecha         | Hora     |
| -------------------- | --------- | ------------------ | -------------------------- | ------------- | -------- |
| Deportivo Merlo      | 2 - 0     | Deportivo Morón    | José Manuel Moreno         | 29 de febrero | 17:00    |
| Ferro Carril Oeste   | 3 - 0     | Argentinos Juniors | Predio Dr. Santiago Leyden | 29 de febrero | 17:00    |
| Estudiantes (BA)     | 3 - 1     | Atlas              | CEDEM N.º 1                | 29 de febrero | 17:00    |
| Atlanta              | 6 - 1     | Liniers            | Predio Antonio Carbone     | 29 de febrero | 17:00    |
| Puerto Nuevo         | 1 - 3     | Sarmiento (J)      | Rubén Carlos Vallejos      | 29 de febrero | 17:00    |
| Camioneros           | 1 - 3     | Defensa y Justicia | Predio Luis Guillón        | 29 de febrero | 17:00    |
| Almirante Brown      | 2 - 5     | Comunicaciones     | Auxiliar N.º 3             | 29 de febrero | 17:00    |
| Luján                | 2 - 2     | Deportivo Armenio  | Predio San Emilio          | 29 de febrero | 17:00    |
| All Boys             | 1 - 3     | Deportivo Español  | Predio AEFIP               | 29 de febrero | 17:00    |
| Argentino de Quilmes | 0 - 3     | Banfield           | Auxiliar                   | 1 de marzo    | 17:00    |
| Argentino (Rosario)  | 3 - 4     | Lima               | José Martín Olaeta         | 1 de marzo    | 17:00    |

| 1. 2. 3. 4. 5. 6. 7. 8. 9. 10. 11. 12. 13. 14. 15. 16. 17. 18. |

## Fase Campeonato

### Tabla de posiciones
| Pos. | Equipo             | Pts. | PJ | PG | PE | PP | GF | GC | Dif. |
| ---- | ------------------ | ---- | -- | -- | -- | -- | -- | -- | ---- |
| 01.º | Ferro Carril Oeste | 3    | 1  | 1  | 0  | 0  | 3  | 0  | 3    |
| 02.º | Estudiantes (BA)   | 3    | 1  | 1  | 0  | 0  | 3  | 1  | 2    |
| 03.º | Puerto Nuevo       | 3    | 1  | 1  | 0  | 0  | 1  | 0  | 1    |
| 03.º | Sarmiento (J)      | 3    | 1  | 1  | 0  | 0  | 1  | 0  | 1    |
| 05.º | Defensa y Justicia | 1    | 1  | 0  | 1  | 0  | 1  | 1  | 0    |
| 05.º | Deportivo Español  | 1    | 1  | 0  | 1  | 0  | 1  | 1  | 0    |
| 07.º | All Boys           | 0    | 1  | 0  | 0  | 1  | 0  | 1  | −1   |
| 07.º | Banfield           | 0    | 1  | 0  | 0  | 1  | 0  | 1  | −1   |
| 09.º | Comunicaciones     | 0    | 1  | 0  | 0  | 1  | 1  | 3  | −2   |
| 10.º | Argentinos Juniors | 0    | 1  | 0  | 0  | 1  | 0  | 3  | −3   |

|  | El equipo que finalice en esta posición se consagrará campeón y ascenderá a la Primera División A. |
|  | El equipo que finalice en esta posición ascenderá a la Primera División A.                         |

### Evolución de las posiciones

#### Primera rueda
| Equipo / Fecha     | 1    | 2 | 3 | 4 | 5 | 6 | 7 | 8 | 9 |
| ------------------ | ---- | - | - | - | - | - | - | - | - |
| All Boys           | 07.º |   |   |   |   |   |   |   |   |
| Argentinos Juniors | 10.º |   |   |   |   |   |   |   |   |
| Banfield           | 07.º |   |   |   |   |   |   |   |   |
| Comunicaciones     | 09.º |   |   |   |   |   |   |   |   |
| Defensa y Justicia | 05.º |   |   |   |   |   |   |   |   |
| Deportivo Español  | 05.º |   |   |   |   |   |   |   |   |
| Estudiantes (BA)   | 02.º |   |   |   |   |   |   |   |   |
| Ferro Carril Oeste | 01.º |   |   |   |   |   |   |   |   |
| Puerto Nuevo       | 03.º |   |   |   |   |   |   |   |   |
| Sarmiento (J)      | 03.º |   |   |   |   |   |   |   |   |

| 1. |

#### Segunda rueda
| Equipo / Fecha     | 10 | 11 | 12 | 13 | 14 | 15 | 16 | 17 | 18 |
| ------------------ | -- | -- | -- | -- | -- | -- | -- | -- | -- |
| All Boys           |    |    |    |    |    |    |    |    |    |
| Argentinos Juniors |    |    |    |    |    |    |    |    |    |
| Banfield           |    |    |    |    |    |    |    |    |    |
| Comunicaciones     |    |    |    |    |    |    |    |    |    |
| Defensa y Justicia |    |    |    |    |    |    |    |    |    |
| Deportivo Español  |    |    |    |    |    |    |    |    |    |
| Estudiantes (BA)   |    |    |    |    |    |    |    |    |    |
| Ferro Carril Oeste |    |    |    |    |    |    |    |    |    |
| Puerto Nuevo       |    |    |    |    |    |    |    |    |    |
| Sarmiento (J)      |    |    |    |    |    |    |    |    |    |

|  |

### Resultados

#### Primera rueda
| Fecha 1            | Fecha 1   | Fecha 1            | Fecha 1                           | Fecha 1    | Fecha 1 |
| Local              | Resultado | Visitante          | Estadio                           | Fecha      | Hora    |
| ------------------ | --------- | ------------------ | --------------------------------- | ---------- | ------- |
| Puerto Nuevo       | 1 - 0     | All Boys           | Rubén Carlos Vallejos             | 7 de marzo | 17:00   |
| Banfield           | 0 - 1     | Sarmiento (J)      | Campo de Deportes de Luis Guillón | 8 de marzo | 17:00   |
| Ferro Carril Oeste | 3 - 0     | Argentinos Juniors | Predio Dr. Santiago Leyden        | 8 de marzo | 17:00   |
| Defensa y Justicia | 1 - 1     | Deportivo Español  | Predio La Capilla                 | 8 de marzo | 17:00   |
| Comunicaciones     | 1 - 3     | Estudiantes (BA)   | Auxiliar N.º 2                    | 8 de marzo | 17:00   |

| Fecha 2            | Fecha 2   | Fecha 2            | Fecha 2          | Fecha 2     | Fecha 2 |
| Local              | Resultado | Visitante          | Estadio          | Fecha       | Hora    |
| ------------------ | --------- | ------------------ | ---------------- | ----------- | ------- |
| Estudiantes (BA)   | -         | Defensa y Justicia | CEDEM N.º 1      | 11 de marzo | 17:00   |
| Deportivo Español  | -         | Ferro Carril Oeste | Auxiliar N.º 2   | 11 de marzo | 17:00   |
| Sarmiento (J)      | -         | All Boys           | Ciudad Deportiva | 11 de marzo | 17:00   |
| Comunicaciones     | -         | Puerto Nuevo       | Auxiliar N.º 2   | 11 de marzo | 17:30   |
| Argentinos Juniors | 1 - 1     | Banfield           | Predio CEFFA     | 12 de marzo | 17:00   |

| Fecha 3            | Fecha 3   | Fecha 3            | Fecha 3                           | Fecha 3     | Fecha 3 |
| Local              | Resultado | Visitante          | Estadio                           | Fecha       | Hora    |
| ------------------ | --------- | ------------------ | --------------------------------- | ----------- | ------- |
| All Boys           | -         | Argentinos Juniors | Predio AEFIP                      | 14 de marzo | 16:00   |
| Defensa y Justicia | -         | Comunicaciones     | Predio La Capilla                 | 14 de marzo | 16:00   |
| Ferro Carril Oeste | -         | Estudiantes (BA)   | Predio Dr. Santiago Leyden        | 15 de marzo | 10:30   |
| Puerto Nuevo       | -         | Sarmiento (J)      | Rubén Carlos Vallejos             | 15 de marzo | 16:00   |
| Banfield           | -         | Deportivo Español  | Campo de Deportes de Luis Guillón | 15 de marzo | 16:00   |

| Fecha 4 | Fecha 4   | Fecha 4   | Fecha 4 | Fecha 4 | Fecha 4 |
| Local   | Resultado | Visitante | Estadio | Fecha   | Hora    |
| ------- | --------- | --------- | ------- | ------- | ------- |
|         | -         |           |         |         |         |
|         | -         |           |         |         |         |
|         | -         |           |         |         |         |
|         | -         |           |         |         |         |
|         | -         |           |         |         |         |

| Fecha 5 | Fecha 5   | Fecha 5   | Fecha 5 | Fecha 5 | Fecha 5 |
| Local   | Resultado | Visitante | Estadio | Fecha   | Hora    |
| ------- | --------- | --------- | ------- | ------- | ------- |
|         | -         |           |         |         |         |
|         | -         |           |         |         |         |
|         | -         |           |         |         |         |
|         | -         |           |         |         |         |
|         | -         |           |         |         |         |

| Fecha 6 | Fecha 6   | Fecha 6   | Fecha 6 | Fecha 6 | Fecha 6 |
| Local   | Resultado | Visitante | Estadio | Fecha   | Hora    |
| ------- | --------- | --------- | ------- | ------- | ------- |
|         | -         |           |         |         |         |
|         | -         |           |         |         |         |
|         | -         |           |         |         |         |
|         | -         |           |         |         |         |
|         | -         |           |         |         |         |

| Fecha 7 | Fecha 7   | Fecha 7   | Fecha 7 | Fecha 7 | Fecha 7 |
| Local   | Resultado | Visitante | Estadio | Fecha   | Hora    |
| ------- | --------- | --------- | ------- | ------- | ------- |
|         | -         |           |         |         |         |
|         | -         |           |         |         |         |
|         | -         |           |         |         |         |
|         | -         |           |         |         |         |
|         | -         |           |         |         |         |

| Fecha 8 | Fecha 8   | Fecha 8   | Fecha 8 | Fecha 8 | Fecha 8 |
| Local   | Resultado | Visitante | Estadio | Fecha   | Hora    |
| ------- | --------- | --------- | ------- | ------- | ------- |
|         | -         |           |         |         |         |
|         | -         |           |         |         |         |
|         | -         |           |         |         |         |
|         | -         |           |         |         |         |
|         | -         |           |         |         |         |

| Fecha 9 | Fecha 9   | Fecha 9   | Fecha 9 | Fecha 9 | Fecha 9 |
| Local   | Resultado | Visitante | Estadio | Fecha   | Hora    |
| ------- | --------- | --------- | ------- | ------- | ------- |
|         | -         |           |         |         |         |
|         | -         |           |         |         |         |
|         | -         |           |         |         |         |
|         | -         |           |         |         |         |
|         | -         |           |         |         |         |

| 1. 2. 3. 4. 5. 6. |

## Fase Permanencia

### Tabla de posiciones
| Pos. | Equipo               | Pts. | PJ | PG | PE | PP | GF | GC | Dif. |
| ---- | -------------------- | ---- | -- | -- | -- | -- | -- | -- | ---- |
| 01.º | Argentino de Quilmes | 6    | 2  | 2  | 0  | 0  | 4  | 2  | 2    |
| 02.º | Deportivo Armenio    | 6    | 3  | 2  | 0  | 1  | 3  | 2  | 1    |
| 03.º | Camioneros           | 3    | 2  | 1  | 0  | 1  | 9  | 3  | 6    |
| 04.º | Luján                | 3    | 1  | 1  | 0  | 0  | 5  | 0  | 5    |
| 05.º | Atlanta              | 3    | 2  | 1  | 0  | 1  | 3  | 2  | 1    |
| 06.º | Atlas                | 3    | 1  | 1  | 0  | 0  | 1  | 0  | 1    |
| 07.º | Deportivo Merlo      | 1    | 1  | 0  | 1  | 0  | 4  | 4  | 0    |
| 07.º | Lima                 | 1    | 1  | 0  | 1  | 0  | 4  | 4  | 0    |
| 09.º | Almirante Brown      | 0    | 1  | 0  | 0  | 1  | 1  | 2  | −1   |
| 10.º | Deportivo Morón      | 0    | 2  | 0  | 0  | 2  | 0  | 3  | −3   |
| 11.º | Liniers              | 0    | 1  | 0  | 0  | 1  | 0  | 5  | −5   |
| 12.º | Argentino (Rosario)  | 0    | 1  | 0  | 0  | 1  | 1  | 8  | −7   |

|  | Los equipos que finalicen en estas posiciones descenderán a la Primera División C. |

### Evolución de las posiciones

#### Primera rueda
| Equipo / Fecha       | 1    | 2    | 3 | 4 | 5 | 6 | 7 | 8 | 9 | 10 | 11 |
| -------------------- | ---- | ---- | - | - | - | - | - | - | - | -- | -- |
| Almirante Brown      | 08.º | 09.º |   |   |   |   |   |   |   |    |    |
| Argentino (Rosario)  | 12.º | 12.º |   |   |   |   |   |   |   |    |    |
| Argentino de Quilmes | 04.º | 01.º |   |   |   |   |   |   |   |    |    |
| Atlanta              | 03.º | 04.º |   |   |   |   |   |   |   |    |    |
| Atlas                | 05.º | 05.º |   |   |   |   |   |   |   |    |    |
| Camioneros           | 01.º | 02.º |   |   |   |   |   |   |   |    |    |
| Deportivo Armenio    | 09.º | 06.º |   |   |   |   |   |   |   |    |    |
| Deportivo Merlo      | 06.º | 07.º |   |   |   |   |   |   |   |    |    |
| Deportivo Morón      | 10.º | 10.º |   |   |   |   |   |   |   |    |    |
| Lima                 | 06.º | 07.º |   |   |   |   |   |   |   |    |    |
| Liniers              | 11.º | 11.º |   |   |   |   |   |   |   |    |    |
| Luján                | 02.º | 03.º |   |   |   |   |   |   |   |    |    |

| 1. |

#### Segunda rueda
| Equipo / Fecha       | 12 | 13 | 14 | 15 | 16 | 17 | 18 | 19 | 20 | 21 | 22 |
| -------------------- | -- | -- | -- | -- | -- | -- | -- | -- | -- | -- | -- |
| Almirante Brown      |    |    |    |    |    |    |    |    |    |    |    |
| Argentino (Rosario)  |    |    |    |    |    |    |    |    |    |    |    |
| Argentino de Quilmes |    |    |    |    |    |    |    |    |    |    |    |
| Atlanta              |    |    |    |    |    |    |    |    |    |    |    |
| Atlas                |    |    |    |    |    |    |    |    |    |    |    |
| Camioneros           |    |    |    |    |    |    |    |    |    |    |    |
| Deportivo Armenio    |    |    |    |    |    |    |    |    |    |    |    |
| Deportivo Merlo      |    |    |    |    |    |    |    |    |    |    |    |
| Deportivo Morón      |    |    |    |    |    |    |    |    |    |    |    |
| Lima                 |    |    |    |    |    |    |    |    |    |    |    |
| Liniers              |    |    |    |    |    |    |    |    |    |    |    |
| Luján                |    |    |    |    |    |    |    |    |    |    |    |

|  |

### Resultados

#### Primera rueda
| Fecha 1         | Fecha 1   | Fecha 1              | Fecha 1                         | Fecha 1    | Fecha 1 |
| Local           | Resultado | Visitante            | Estadio                         | Fecha      | Hora    |
| --------------- | --------- | -------------------- | ------------------------------- | ---------- | ------- |
| Almirante Brown | 1 - 2     | Argentino de Quilmes | Auxiliar N.º 3                  | 7 de marzo | 17:00   |
| Atlas           | 1 - 0     | Deportivo Armenio    | Ricardo Puga                    | 7 de marzo | 17:00   |
| Deportivo Merlo | 4 - 4     | Lima                 | José Manuel Moreno              | 7 de marzo | 17:00   |
| Deportivo Morón | 0 - 2     | Atlanta              | Predio Raúl Florentino Di Carlo | 8 de marzo | 17:00   |
| Camioneros      | 8 - 1     | Argentino (Rosario)  | Predio Luis Guillón             | 8 de marzo | 17:00   |
| Luján           | 5 - 0     | Liniers              | Predio San Emilio               | 8 de marzo | 17:00   |

| Fecha 2             | Fecha 2   | Fecha 2              | Fecha 2                | Fecha 2     | Fecha 2 |
| Local               | Resultado | Visitante            | Estadio                | Fecha       | Hora    |
| ------------------- | --------- | -------------------- | ---------------------- | ----------- | ------- |
| Deportivo Merlo     | -         | Almirante Brown      | José Manuel Moreno     | 11 de marzo | 17:00   |
| Lima                | -         | Luján                | Lima Football Club     | 11 de marzo | 17:00   |
| Liniers             | -         | Atlas                | Auxiliar N.º 2         | 11 de marzo | 17:00   |
| Deportivo Armenio   | 2 - 1     | Camioneros           | Auxiliar N.º 1         | 12 de marzo | 17:00   |
| Atlanta             | 1 - 2     | Argentino de Quilmes | Predio Antonio Carbone | 12 de marzo | 17:00   |
| Argentino (Rosario) | -         | Deportivo Morón      | José Martín Olaeta     | 12 de marzo | 17:00   |

| Fecha 3              | Fecha 3   | Fecha 3             | Fecha 3                | Fecha 3     | Fecha 3 |
| Local                | Resultado | Visitante           | Estadio                | Fecha       | Hora    |
| -------------------- | --------- | ------------------- | ---------------------- | ----------- | ------- |
| Almirante Brown      | -         | Atlanta             |                        | 14 de marzo | 16:00   |
| Camioneros           | -         | Liniers             | Predio Luis Guillón    | 14 de marzo | 16:00   |
| Deportivo Morón      | 0 - 1     | Deportivo Armenio   | Nuevo Francisco Urbano | 15 de marzo | 11:00   |
| Argentino de Quilmes | -         | Argentino (Rosario) |                        | 15 de marzo | 16:00   |
| Atlas                | -         | Lima                |                        | 15 de marzo | 16:00   |
| Luján                | -         | Deportivo Merlo     | Predio San Emilio      | 15 de marzo | 16:00   |

| Fecha 4 | Fecha 4   | Fecha 4   | Fecha 4 | Fecha 4 | Fecha 4 |
| Local   | Resultado | Visitante | Estadio | Fecha   | Hora    |
| ------- | --------- | --------- | ------- | ------- | ------- |
|         | -         |           |         |         |         |
|         | -         |           |         |         |         |
|         | -         |           |         |         |         |
|         | -         |           |         |         |         |
|         | -         |           |         |         |         |
|         | -         |           |         |         |         |

| Fecha 5 | Fecha 5   | Fecha 5   | Fecha 5 | Fecha 5 | Fecha 5 |
| Local   | Resultado | Visitante | Estadio | Fecha   | Hora    |
| ------- | --------- | --------- | ------- | ------- | ------- |
|         | -         |           |         |         |         |
|         | -         |           |         |         |         |
|         | -         |           |         |         |         |
|         | -         |           |         |         |         |
|         | -         |           |         |         |         |
|         | -         |           |         |         |         |

| Fecha 6 | Fecha 6   | Fecha 6   | Fecha 6 | Fecha 6 | Fecha 6 |
| Local   | Resultado | Visitante | Estadio | Fecha   | Hora    |
| ------- | --------- | --------- | ------- | ------- | ------- |
|         | -         |           |         |         |         |
|         | -         |           |         |         |         |
|         | -         |           |         |         |         |
|         | -         |           |         |         |         |
|         | -         |           |         |         |         |
|         | -         |           |         |         |         |

| Fecha 7 | Fecha 7   | Fecha 7   | Fecha 7 | Fecha 7 | Fecha 7 |
| Local   | Resultado | Visitante | Estadio | Fecha   | Hora    |
| ------- | --------- | --------- | ------- | ------- | ------- |
|         | -         |           |         |         |         |
|         | -         |           |         |         |         |
|         | -         |           |         |         |         |
|         | -         |           |         |         |         |
|         | -         |           |         |         |         |
|         | -         |           |         |         |         |

| Fecha 8 | Fecha 8   | Fecha 8   | Fecha 8 | Fecha 8 | Fecha 8 |
| Local   | Resultado | Visitante | Estadio | Fecha   | Hora    |
| ------- | --------- | --------- | ------- | ------- | ------- |
|         | -         |           |         |         |         |
|         | -         |           |         |         |         |
|         | -         |           |         |         |         |
|         | -         |           |         |         |         |
|         | -         |           |         |         |         |
|         | -         |           |         |         |         |

| Fecha 9 | Fecha 9   | Fecha 9   | Fecha 9 | Fecha 9 | Fecha 9 |
| Local   | Resultado | Visitante | Estadio | Fecha   | Hora    |
| ------- | --------- | --------- | ------- | ------- | ------- |
|         | -         |           |         |         |         |
|         | -         |           |         |         |         |
|         | -         |           |         |         |         |
|         | -         |           |         |         |         |
|         | -         |           |         |         |         |
|         | -         |           |         |         |         |

| Fecha 10 | Fecha 10  | Fecha 10  | Fecha 10 | Fecha 10 | Fecha 10 |
| Local    | Resultado | Visitante | Estadio  | Fecha    | Hora     |
| -------- | --------- | --------- | -------- | -------- | -------- |
|          | -         |           |          |          |          |
|          | -         |           |          |          |          |
|          | -         |           |          |          |          |
|          | -         |           |          |          |          |
|          | -         |           |          |          |          |
|          | -         |           |          |          |          |

| Fecha 11 | Fecha 11  | Fecha 11  | Fecha 11 | Fecha 11 | Fecha 11 |
| Local    | Resultado | Visitante | Estadio  | Fecha    | Hora     |
| -------- | --------- | --------- | -------- | -------- | -------- |
|          | -         |           |          |          |          |
|          | -         |           |          |          |          |
|          | -         |           |          |          |          |
|          | -         |           |          |          |          |
|          | -         |           |          |          |          |
|          | -         |           |          |          |          |

| 1. 2. 3. |

#### Segunda rueda
| Fecha 12 | Fecha 12  | Fecha 12  | Fecha 12 | Fecha 12 | Fecha 12 |
| Local    | Resultado | Visitante | Estadio  | Fecha    | Hora     |
| -------- | --------- | --------- | -------- | -------- | -------- |
|          | -         |           |          |          |          |
|          | -         |           |          |          |          |
|          | -         |           |          |          |          |
|          | -         |           |          |          |          |
|          | -         |           |          |          |          |
|          | -         |           |          |          |          |

| Fecha 13 | Fecha 13  | Fecha 13  | Fecha 13 | Fecha 13 | Fecha 13 |
| Local    | Resultado | Visitante | Estadio  | Fecha    | Hora     |
| -------- | --------- | --------- | -------- | -------- | -------- |
|          | -         |           |          |          |          |
|          | -         |           |          |          |          |
|          | -         |           |          |          |          |
|          | -         |           |          |          |          |
|          | -         |           |          |          |          |
|          | -         |           |          |          |          |

| Fecha 14 | Fecha 14  | Fecha 14  | Fecha 14 | Fecha 14 | Fecha 14 |
| Local    | Resultado | Visitante | Estadio  | Fecha    | Hora     |
| -------- | --------- | --------- | -------- | -------- | -------- |
|          | -         |           |          |          |          |
|          | -         |           |          |          |          |
|          | -         |           |          |          |          |
|          | -         |           |          |          |          |
|          | -         |           |          |          |          |
|          | -         |           |          |          |          |

| Fecha 15 | Fecha 15  | Fecha 15  | Fecha 15 | Fecha 15 | Fecha 15 |
| Local    | Resultado | Visitante | Estadio  | Fecha    | Hora     |
| -------- | --------- | --------- | -------- | -------- | -------- |
|          | -         |           |          |          |          |
|          | -         |           |          |          |          |
|          | -         |           |          |          |          |
|          | -         |           |          |          |          |
|          | -         |           |          |          |          |
|          | -         |           |          |          |          |

| Fecha 16 | Fecha 16  | Fecha 16  | Fecha 16 | Fecha 16 | Fecha 16 |
| Local    | Resultado | Visitante | Estadio  | Fecha    | Hora     |
| -------- | --------- | --------- | -------- | -------- | -------- |
|          | -         |           |          |          |          |
|          | -         |           |          |          |          |
|          | -         |           |          |          |          |
|          | -         |           |          |          |          |
|          | -         |           |          |          |          |
|          | -         |           |          |          |          |

| Fecha 17 | Fecha 17  | Fecha 17  | Fecha 17 | Fecha 17 | Fecha 17 |
| Local    | Resultado | Visitante | Estadio  | Fecha    | Hora     |
| -------- | --------- | --------- | -------- | -------- | -------- |
|          | -         |           |          |          |          |
|          | -         |           |          |          |          |
|          | -         |           |          |          |          |
|          | -         |           |          |          |          |
|          | -         |           |          |          |          |
|          | -         |           |          |          |          |

| Fecha 18 | Fecha 18  | Fecha 18  | Fecha 18 | Fecha 18 | Fecha 18 |
| Local    | Resultado | Visitante | Estadio  | Fecha    | Hora     |
| -------- | --------- | --------- | -------- | -------- | -------- |
|          | -         |           |          |          |          |
|          | -         |           |          |          |          |
|          | -         |           |          |          |          |
|          | -         |           |          |          |          |
|          | -         |           |          |          |          |
|          | -         |           |          |          |          |

| Fecha 19 | Fecha 19  | Fecha 19  | Fecha 19 | Fecha 19 | Fecha 19 |
| Local    | Resultado | Visitante | Estadio  | Fecha    | Hora     |
| -------- | --------- | --------- | -------- | -------- | -------- |
|          | -         |           |          |          |          |
|          | -         |           |          |          |          |
|          | -         |           |          |          |          |
|          | -         |           |          |          |          |
|          | -         |           |          |          |          |
|          | -         |           |          |          |          |

| Fecha 20 | Fecha 20  | Fecha 20  | Fecha 20 | Fecha 20 | Fecha 20 |
| Local    | Resultado | Visitante | Estadio  | Fecha    | Hora     |
| -------- | --------- | --------- | -------- | -------- | -------- |
|          | -         |           |          |          |          |
|          | -         |           |          |          |          |
|          | -         |           |          |          |          |
|          | -         |           |          |          |          |
|          | -         |           |          |          |          |
|          | -         |           |          |          |          |

| Fecha 21 | Fecha 21  | Fecha 21  | Fecha 21 | Fecha 21 | Fecha 21 |
| Local    | Resultado | Visitante | Estadio  | Fecha    | Hora     |
| -------- | --------- | --------- | -------- | -------- | -------- |
|          | -         |           |          |          |          |
|          | -         |           |          |          |          |
|          | -         |           |          |          |          |
|          | -         |           |          |          |          |
|          | -         |           |          |          |          |
|          | -         |           |          |          |          |

| Fecha 22 | Fecha 22  | Fecha 22  | Fecha 22 | Fecha 22 | Fecha 22 |
| Local    | Resultado | Visitante | Estadio  | Fecha    | Hora     |
| -------- | --------- | --------- | -------- | -------- | -------- |
|          | -         |           |          |          |          |
|          | -         |           |          |          |          |
|          | -         |           |          |          |          |
|          | -         |           |          |          |          |
|          | -         |           |          |          |          |
|          | -         |           |          |          |          |

|  |